# Micranthocereus
Micranthocereus es un género de  plantas cactus de la familia Cactaceae. Es nativo de Brasil. Comprende 23 especies descritas y de estas, solo 10 aceptadas.

## Taxonomía
El género fue descrito por Nicholas Edward Brown y publicado en Blätter für Kakteenforschung 1938(6): [22]. 1938. La especie tipo es: Micranthocereus polyanthus
Etimología
Micranthocereus: nombre genérico que deriva de las palabras griegas: "μικρός" micra = "pequeño", ἅνθος antha = "flor" y Cereus = un género de las cactáceas.

## Especies aceptadas
A continuación se brinda un listado de las especies del género Micranthocereus aceptadas hasta abril de 2015, ordenadas alfabéticamente. Para cada una se indica el nombre binomial seguido del autor, abreviado según las convenciones y usos.	
- Micranthocereus albicephalus
- Micranthocereus auriazureus
- Micranthocereus dolichospermaticus
- Micranthocereus estevesi
- Micranthocereus flaviflorus
- Micranthocereus hofackerianus (P.J.Braun & Esteves) M.Machado
- Micranthocereus polyanthus
- Micranthocereus purpureus
- Micranthocereus streckeri
- Micranthocereus violaciflorus